# Pseudochromis pictus
Pseudochromis pictus är en fiskart som beskrevs av Gill och Randall, 1998. Pseudochromis pictus ingår i släktet Pseudochromis och familjen Pseudochromidae. Inga underarter finns listade i Catalogue of Life.